# Papictidop
Els papictidops (Pappictidops) són un gènere extint de carnivoraformes. Fou descrit per Chiu i Li el 1977 i se'n sap molt poca cosa. Probablement s'alimentava d'invertebrats, sargantanes, ocells i mamífers petits. Tenia les dents menys desenvolupades que els carnívors d'avui en dia, tot i que també tenia dents carnisseres. S'assemblava a Ictidopappus, una forma nord-americana, però era més primitiu.